# John Writer
John Writer (n. 17 septembrie 1944, Chicago, Illinois, SUA) este un trăgător de tir ce a reprezentat Statele Unite ale Americii, medaliat olimpic. A participat la 2 ediții ale Jocurilor Olimpice (1968, 1972) în care a câștigat o medalie de aur și o medalie de argint.